# Fritz Rahmen
Fritz Rahmen (* 13. Juni 1905 in Rheindahlen, heute Mönchengladbach; † 25. August 1977) war ein deutscher Jurist und Politiker der CDU.

## Ausbildung und Beruf
Nach dem Abitur belegte Fritz Rahmen ein Studium der Rechtswissenschaften an den Universitäten Köln und Münster. Nachdem er schon ab 1918 Mitglied im Windthorstbund (Jugendverband der Zentrumspartei) war, wurde er 1925 Mitglied der katholischen Studentenverbindung KDStV Grotenburg (Detmold) Köln im CV. 1929 legte er das Referendarexamen sowie 1932 das Assessorenexamen ab. 
1932 wurde er Amtsrichter in Rheydt, 1933 ließ er sich als Rechtsanwalt nieder. Von 1940 bis 1943 war er als Amtsrichter im Bezirk Oldenburg dienstverpflichtet. Fritz Rahmen geriet in Kriegsgefangenschaft. Nach 1945 war er wieder als Rechtsanwalt tätig.

## Politik
Fritz Rahmen war ab 1950 Mitglied der CDU. Ab 1952 wurde er als Ratsherr der Stadt Rheydt tätig. Von April 1963 bis Oktober 1964 fungierte er als Oberbürgermeister, von 1964 bis 1969 war er Bürgermeister und von 1969 bis 1974 erneut Oberbürgermeister der Stadt Rheydt. 1960 übernahm er den Fraktionsvorsitz der CDU im Rat. Rahmen war Mitglied der Kommunalpolitischen Vereinigung (KPV) und seit 1956 Mitglied der Landschaftsversammlung des Landschaftsverbandes Rheinland.
Fritz Rahmen war vom 25. Juli 1966 bis zum 25. Juli 1970 direkt gewähltes Mitglied des 6. Landtages von Nordrhein-Westfalen für den Wahlkreis 032 Rheydt.